# Hôtel Kronprinz (Munich)
L'ancien hôtel Kronprinz situé à Ludwigsvorstadt, un quartier de Munich, est un monument architectural protégé sur la liste des monuments bavarois.

## Histoire et description
Construit entre 1881 et 1882, le bâtiment présente une décoration de façade avec des pilastres, des encadrements de fenêtres, des corniches et des pignons décoratifs dans un magnifique style néo-Renaissance de Lorenz Bauer. L’hôtel, qui a été conçu dès le départ comme « hôtel Kronprinz », a des chambres attribuées sur l’avant et l’arrière autour d’un puits de lumière central. Au sous-sol il y a des salles voûtées.

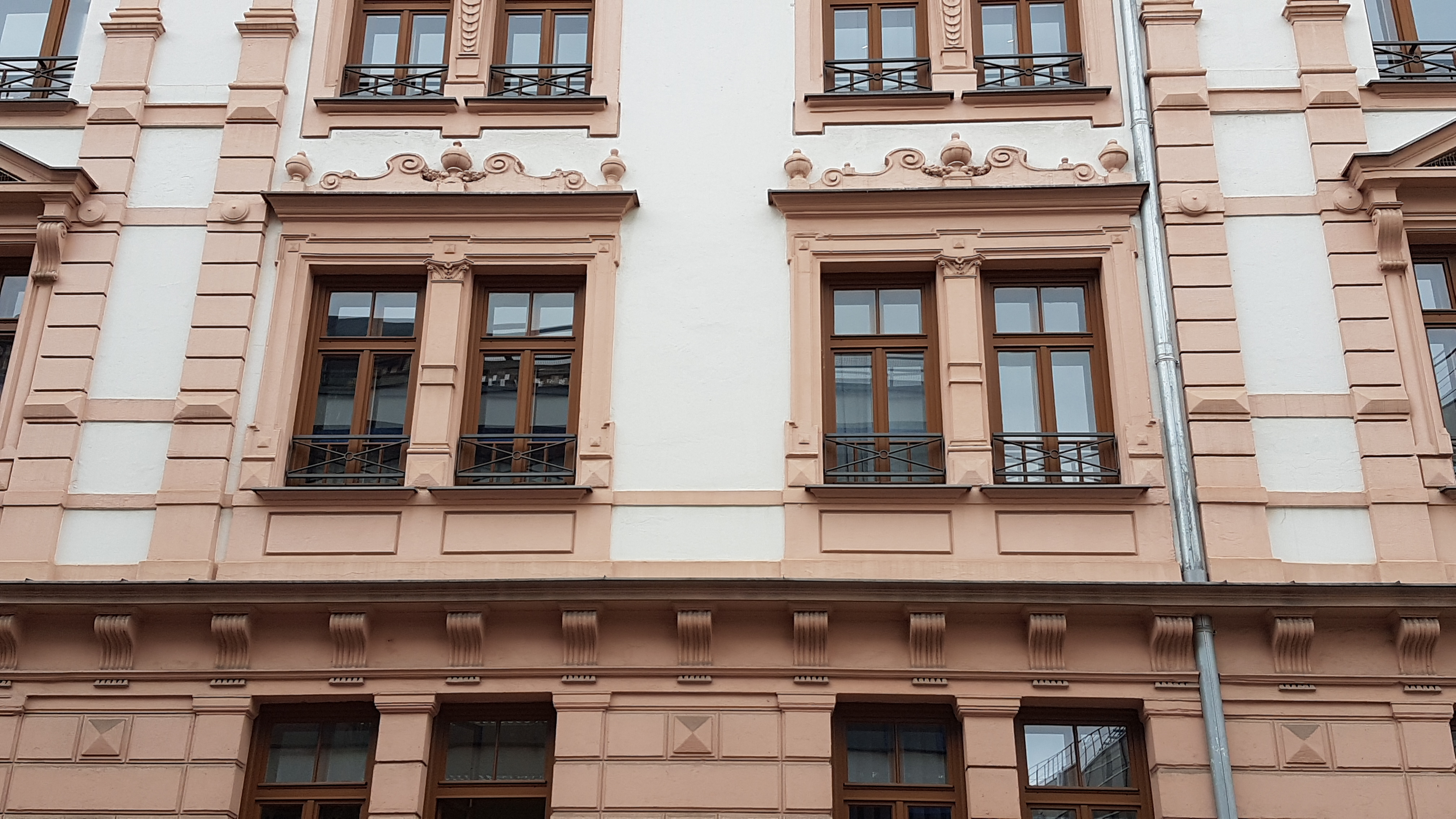
Détail de la façade

Pendant la Seconde Guerre mondiale, le toit a été détruit, puis reconstruit en 2000. Aujourd'hui, l'ancien hôtel est utilisé comme immeuble de bureaux, avec une école de cuisine au sous-sol.

## Littérature
- (de) Denis A. Chevalley et Timm Weski, Landeshauptstadt München – Südwest (= Bayerisches Landesamt für Denkmalpflege [Hrsg.]: Denkmäler in Bayern. Band I.2/2), Munich, Karl M. Lipp Verlag, 2004 (ISBN 3-87490-584-5), p. 706.